# Melocactus lemairei
Melocactus lemairei é uma espécie botânica de plantas da família das Cactaceae. É endêmica da Ilha de São Domingos, no Haiti e República Dominicana. É uma espécie comum em áreas localizadas
É uma planta perene carnuda e globosa-cilíndrica armados com espinhos, de cor verde e com as flores de cor rosa.

## Sinonimia
- Echinocactus lemairei
- Cactus lemairei
- Melocactus hispaniolicus